# Moalboal
Moalboal es un municipio filipino de cuarta clase, perteneciente a la provincia de Cebú, en las Bisayas Centrales.

## Historia
Hacia mediados del siglo XIX, el lugar dependía de Budiang. Aparece descrito en el segundo volumen del Diccionario geográfico, estadístico, histórico de las Islas Filipinas (1851) de Manuel Buzeta Núñez y Felipe Bravo con las siguientes palabras:

MOALBOAL: visita del pueblo de Budiang, en la isla, prov. y dióc. de Cebú; sit. en terreno llano y clima templado. El número de sus casas, su pobl., prod. y trib. se dan en el artículo de la matriz.
(Buzeta y Bravo, 1851, p. 342)

En 2020, tenía censados 36 930 habitantes.